# Sybil Bauer
Sybil Bauer (Chicago, 18 settembre 1903 – Chicago, 31 gennaio 1927) è stata una nuotatrice statunitense.

## Biografia
Fu detentrice di vari primati:
- Record mondiale dei 100 m dorso, vasca lunga, prima con 1'26"6 dell'8 agosto 1923 Newark e poi con 1'22"4 del 6 gennaio 1924 Miami, Stati Uniti (record superato più di 3 anni dopo, il 10 luglio 1927 da Willy den Turk)
- Record mondiale dei 200 m dorso, vasca lunga, dove i primi primati in tale competizione furono i suoi, con 3'06"8 del 4 luglio 1922 ed in seguito con 3'03"8 del 9 febbraio 1924 a Miami, Stati Uniti. Primato superato dopo più di quattro anni da Marie Braun

Alle Bermuda, nel 1922, fu la prima donna a superare il primato di un uomo. Ai Giochi olimpici di Parigi 1924 vinse una medaglia d'oro nei 100m dorso  con un tempo di 1:23.2.
Morì all'età di 23 anni senza potersi sposare con il suo fidanzato, il giornalista Ed Sullivan. Alla sua morte il corpo venne sepolto a Mount Olive a Chicago, stato dell'Illinois.

## Riconoscimenti
- International Swimming Hall of Fame 1967.